# Municipio de Andalusia
El municipio de Andalusia (en inglés, Andalusia Township) es un municipio del condado de Rock Island, Illinois, Estados Unidos. Tiene una población estimada, a mediados de 2024, de 2238 habitantes.

## Geografía
Está ubicado en las coordenadas 41°26′10″N 90°43′17″O / 41.43611, -90.72139 (41.436127, -90.721411). Según la Oficina del Censo, tiene una superficie total de 40.04 km², de los cuales 33.17 km² corresponden a tierra firme y 6.87 km² están cubiertos de agua.

## Demografía
Según el censo de 2020, en ese momento había 2240 personas residiendo en la zona. La densidad de población era de 67.5 hab./km². El 95.27 % de los habitantes eran blancos, el 0.58 % eran afroamericanos, el 0.22 % eran amerindios, el 0.18 % eran asiáticos, el 0.67 % eran de otras razas y el 3.08 % eran de una mezcla de razas. Del total de la población, el 2.86 % eran hispanos o latinos de cualquier raza.